# ژیانشانوسور
ژیانشانوسور (نام علمی: Xianshanosaurus) نام یک سرده از شاخه طنابداران است.